# Nana Haruta
Nana Haruta (jap. 春田 なな, Haruta Nana, eigentlich: Yuki Yamashita (山下 由紀, Yamashita Yuki); * 30. Juni 1985 in Jōetsu, Präfektur Niigata, Japan) ist eine japanische Mangaka. Ihre Werke werden unter ihrem Künstlernamen veröffentlicht.

## Leben
Im Alter von 15 Jahren gab sie ihr Mangadebüt  im Manga-Magazin Ribon, was sie damals zu einer der jüngsten Mangaka machte. 2007 war sie für ihr Manga Love Berrish! für den Kōdansha-Manga-Preis nominiert.

## Werke
- Samurai Darling (侍ダーリン, Samurai Dārin; 2002–2003, Ribon / Shūeisha, 1 Band)
- Itoshi no Goshujinsama (いとしのご主人サマ; 2003, Ribon / Shūeisha, 1 Band)
- Crazy Little Cactus (サボテンの秘密, Saboten no Himitsu; 2004–2005, Ribon / Shūeisha, 4 Bände)
- Love Berrish! (ラブ・ベリッシュ!, Rabu Berisshu!; 2005–2007, Ribon / Shūeisha, 5 Bände)
- Hakkurumī-chan  (ハックルミーちゃん; 2006, mit Sonoda Konami)
- Chocolate Cosmos (チョコレートコスモス, Chokorēto Kosumosu; 2007–2008, Ribon / Shūeisha, 4 Bände)
- Yes or Kiss (イエスオアキス, Iesu oa Kisu; 2008)
- Stardust★Wink (スターダスト★ウインク, Sutādasuto Uinku; 2008–2012, Ribon / Shūeisha, 11 Bände)
- Sommer der Glühwürmchen (つばさとホタル; Tsubasa to Hotaru, 2013–2017, Ribon / Shūeisha, 11 Bände)
- Ein Liebesbrief, den du mir nie geschrieben hast (6月のラブレター; 6-gatsu no Love Letter, 2018–2019, 3 Bände)
- Aufgeweckt mit einem Kuss (キスで起こして。, Kiss de Okoshite., seit 2020, 3 Bände)